# Jauza
Jauza (russisk: Яуза, tr. Jauza) er en biflod til Moskvafloden og er med sine 48 km den næstlængste flod i byen Moskva.
Jauzafloden udspringer i sumpene nordøst for byen og munder ud i Moskvafloden i det historiske centrum af byen nær Kotelnitscheskaja Nabereschnaja.
I Moskvas byområde krydses Jauza af 21 vejbroer, fem togbroer, en sporvognsbro, to metrobroer, en række broer til gående trakfik samt den historiske Rostokino Akvædukt.